# Wellington (stacja kolejowa)
Wellington (ang: Wellington Railway Station) – stacja kolejowa w Wellington, na Wyspie Północnej, w Nowej Zelandii. Jest południowym krańcem North Island Main Trunk Raiway, Wairarapa Line i Johnsonville Line. Pod względem liczby usług i liczby pasażerów jest najbardziej ruchliwą stacją Nowej Zelandii.